# Balbriggan
Balbriggan is een plaats in het Ierse graafschap Fingal. De plaats telt 6.631 inwoners. Het dorp ten noorden van Dublin ligt aan de spoorlijn Dublin - Belfast. Vanaf het station is het met de trein 40 minuten tot Dublin.